# Orest Alexandrowitsch Jewlachow
Orest Alexandrowitsch Jewlachow (russisch Орест Александрович Евлахов, wiss. Transliteration Orest Aleksandrovič Evlachov; * 4. Januarjul. / 17. Januar 1912greg. in Warschau, Kongresspolen; † 15. Dezember 1973 in Leningrad, Sowjetunion) war ein russischer Komponist und Pädagoge.

## Leben
Jewlachow studierte bei Pjotr Rjasanow und bis 1941 bei Dmitri Schostakowitsch am Leningrader Konservatorium. 1947 wurde er selbst dort Lehrbeauftragter, 1963 dann Professor für Komposition.
Er galt als Klassiker der Leningrader Schule und komponierte unter anderem drei Sinfonien, sinfonische Suiten, Konzerte, Ballette, Kammer-, Theater- und Filmmusik. Bekannt wurde er durch die Ballade Notschnoi patrul, die – wie Schostakowitschs 7. Sinfonie – während der Belagerung Leningrads entstand. Zu seinen Schülern zählten Komponisten wie Boris Tischtschenko, Sergei Slonimski, Andrei Petrow, Waleri Gawrillin, Isaak Schwarz, German Okunew und Schanna Plijewa.

## Werke (Auswahl)
- Klavierkonzert Nr. 1 (1940)
- Notschnoi patrul (1942/43), Dramatische Ballade für Mezzosopran und Orchester, in: Leningrad-Zyklus (1944)
- Sinfonie Nr. 1 (1944–46)
- Sinfonie Nr. 2 (1963)
- Sinfonie Nr. 3 (1967)
- Concerto-Poem für Violine und Orchester (1971)